# Materiały Muzeum Budownictwa Ludowego w Sanoku
Materiały Muzeum Budownictwa Ludowego w Sanoku – czasopismo naukowe wydawane przez Muzeum Budownictwa Ludowego w Sanoku.

## Historia
Dwa pierwsze wydania periodyku z lat 1964 i 1965 zostały wydane pod tytułem „Biuletyn Muzeum Budownictwa Ludowego w Sanoku”, a jego redaktorem był Adam Fastnacht. Od numeru 3 w 1966 czasopismo wydawano jako „Materiały Muzeum Budownictwa Ludowego w Sanoku”. Redaktorem numeru 3 pozostawał Adam Fastnacht, od numeru 4 do wydania 17–18 redaktorem była Anna Kisielewska, od numeru 19 do 34 Jerzy Czajkowski (1974–1998), numeru 35 Henryk Olszański, numerów 36 i 37 Jerzy Ginalski. Początkowo periodyk ukazywał się dwa razy w roku każdorazowo w czerwcu i w grudniu (nr 3–22, w latach 1966–1976, bez wydań w 1975), później raz w roku (nr 23–27, w latach 1977–1981), a w kolejnych latach był wydawany w sposób nieregularny.
W zawartości czasopisma publikowano artykuły w tematykach: historii, etnografii, ochrony zabytków, sprawozdania z działalności MBL, skansenów w Polsce i za granicą, zagadnień konserwatorskich, problematyki Bieszczadów. Od numeru 19 wprowadzono podział treści na cztery główne tematy wydania (I – Artykuły i materiały MBL, II – Skanseny w Polsce, III – Zagadnienia konserwatorskie, IV – Problemy Bieszczadów).
Pismo było wydawane w nakładzie 1000 egzemplarzy (numer 10 wydano w 2000 egz.). Projektantami okładki byli: Dominik Konopka (do numeru 16), Władysław Szulc (wydania od 17–18 do 27), Halina Piasecka-Wilczyńska (od 29). Fragmenty treści pisma oraz spis treści były tłumaczone na języki obce; autorem przekładu na język angielski na przełomie lat 60./70. był Zenon Chruszcz.
Wydanie nr 37 periodyku ukazało się w ramach obchodów 50-lecia istnienia MBL (1958–2008).
Wydania pisma zostały zdigitalizowane i udostępnione w Podkarpackiej Bibliotece Cyfrowej oraz Sanockiej Bibliotece Cyfrowej.

## Wydania
1. (1964): Ksawery Piwocki
2. (1965): Aleksander Rybicki, Wojciech Kurpik, Michał Czajnik, Ewa Dwornik-Gutowska, Hanna Markowska
3. (1966): Aleksander Rybicki, Stanisław Szczęk, Michał Czajnik, Wojciech Kurpik, Leszek Smoczkiewicz, Wojciech Jankowski
4. (1966): Jerzy Czajkowski, Roman Reinfuss, Jadwiga Malinowska, Maria Brylak, Anna Kisielewska, Janusz Mroczek, Maria Biernacka, Teresa Ambrożewicz, Aleksander Rybicki, Beatrysa Hirszenberg, Wojciech Kurpik, Wanda Szulc
5. (1967): Anna Marciniak, Stanisław Szczęk, Zofia Cieśla-Reinfussowa, Teresa Ambrożewicz, Henryk Olszański, Antoni Kunysz, Jadwiga Malinowska, Leszek Smoczkiewicz, Anna Kisielewska, Janina Lewandowska, Halina Sawicka
6. (1967): Edmund Słuszkiewicz, Stanisław Fischer, Maria Brylak, Anna Kisielewska, Stanisław Witkoś, Janina Kłosińska, Wojciech Kurpik, Halina Piasecka, Henryk Olszański, Jadwiga Malinowska
7. (1968): Leszek Smoczkiewicz, Izabella Skowronek, Józef Rogowski, Jadwiga Malinowska, Ewa Dwornik-Gutowska, Henryk Olszański, Bogusław Martynowicz, Anna Kisielewska, Teresa Ambrożewicz, Wojciech Kurpik
8. (1968): Michał Czajnik
9. (1969): Jerzy Czajkowski, Władysław Kobiela, Stanisław Fischer, Feliks Ptaszyński, Halina Piasecka, Ryszard Brykowski, Anna Kisielewska, Maria Brylak, Jadwiga Malinowska, Jan Chałupski
10. (1969): Mieczysław Ptaśnik, Ignacy Tłoczek, Stefan Stefański, Adam Kudła, Józef Kowalewski, Anna Pieńkowska, Inga Sapetowa, Roman Reinfuss, Halina Wesołowska-Konopczyna, Maria Brylak, Michał Czajnik
11. (1970): Henryk Olszański, Janusz Mroczek, Stanisław Witkoś, Adam Fastnacht, Anna Kisielewska, Ryszard Brykowski, Halina Piasecka, Andrzej Szczepkowski, Anna Szałapata, Maria Zielińska-Duda
12. (1970): Ignacy Tłoczek, Leszek Smoczkiewicz, Anna Kisielewska, Bronisław Jaśkiewicz, Halina Piasecka
13. (1971): Antoni Kunysz, Leszek Dzięgiel, Elżbieta Kępa, Józef Rogowski, Danuta Blin, Józef Kowalewski, Halina Piasecka, Stefan Stefański, Artur Bata, Adam Fastnacht, Anna Kisielewska
14. (1971): Roman Reinfuss, Anna Kisielewska, Josef Vařeka, Stanisław Witkoś, Romuald Biskupski, Ryszard Brykowski, Henryk Olszański, Halina Piasecka, Stefan Stefański, Artur Bata
15. (1972): Anna Marciniak, Celestyn Wrębiak, Krzysztof Ruszel, Bronisław Jaśkiewicz, Halina Piasecka, Artur Bata, Maria Kraft, Danuta Blin-Olbert
16. (1972): Halina Piasecka, Stefan Stefański, Andrzej Szczepkowski, Włodzimierz Jarema, Wojciech Kurpik, Zbigniew Brochwicz, Artur Bata
17–18. (1973): Mieczysław Książek, Andrzej Karczmarzewski, Jerzy Czajkowski, Jadwiga Malinowska, Janusz Mroczek, Kazimierz Kuczman, Ryszard Brykowski, Michał Czajnik, Halina Piasecka, Henryk Olszański, Andrzej Szczepkowski
19. (1974): Jerzy Czajkowski, Henryk Olszański, Danuta Blin-Olbert, August Bocheński, Teresa Czajkowska, Stefan Lew, Zbigniew Brochwicz, Antoni Jarosz
20. (1974): Henryk Olszański, Krzysztof Wolski, Henryk Bednarski, Zbigniew Brochwicz, Jerzy Czajkowski
21. (1976): Jerzy Czajkowski, Roman Reinfuss, Henryk Olszański, Wojciech Kurpik, Stanisław Brzostowski, Maria Kraft, Zbigniew Brochwicz, Antoni Jarosz
22. (1976): Jerzy Czajkowski, Stanisław Brzostowski, Roman Reinfuss, Kazimierz Uszyński, Zygmunt Lewczuk, Andrzej Ogólski, Archyp Danyluk, Stanisław Witkoś, Henryk Olszański, Barbara Poloczkowa
23. (1977): Jerzy Czajkowski, Romuald Biskupski, Henryk Olszański, Michał Czajnik, Zbigniew Brochwicz, Andrzej Szczepkowski, Roman Sokal, Ewa Fryś-Pietraszkowa, Longin Malicki, Jan Andrzej Stepek, Antoni Jarosz
24. (1978): Franciszek Midura, Ignacy Tłoczek, Marian Pokropek, Jerzy Jasiuk, Kazimierz Uszyński, Wojciech Kalinowski, Danuta Trynkowska, Izabella Pieczul, Mieczysław Pawlik, Henryk Olszański, Jerzy Pazdur, Romuald Biskupski, Ryszard Brykowski, Iwan Krasowski, Mieczysław Kurzątkowski, Benedykt Malinowski, Jerzy Czajkowski, Edward Zając
25. (1979): Wojciech Salwa, Igor Krištek, Dušan Drljača, Dominik Choluj, Jerzy Czajkowski, Henryk Olszański, Danuta Blin-Olbert, Wojciech Sołtys
26. (1980): Jerzy Czajkowski, Klara K. Csilléry, Romuald Biskupski, Wojciech Sołtys, Krzysztof Ruszel, Henryk Olszański, Danuta Blin-Olbert, Maria Cabalska
27. (1981): Jan Władysław Rączka, Iván M. Balassa, Jan Chałupski, Jan Olejnik, Zofia Cieśla-Reinfussowa, Wojciech Sołtys, Edward Zając, Romuald Biskupski, Henryk Olszański, Mirosław Sopoliga, Jerzy Czajkowski,
28. (1984): Halina Piasecka-Wilczyńska, Frithjof E.W.E. Fonahn, Roman Reinfuss, Siergiej Siergaczow, Henryk Olszański, Wojciech Sołtys, Romuald Biskupski, Jadwiga Malinowska, Jan Chałupski, Adam Rybka, Jan Kośny, Stanisław Szczęk, Mieczysław Pawlik, Maria Kraft, Danuta Blin-Olbert, Maria Jolanta Marciniak, Jerzy Czajkowski, Tadeusz Łopatkiewicz
29. (1986): Max Gschwend, Elżbieta Kaczmarska, Wojciech Sołtys, Danuta Blin-Olbert, Jan Święch, Jacek Pieczonka, Roman Reinfuss, Romuald Biskupski, Jadwiga Malinowska, Edward Zając, Maria Marciniak
30. (1988): Jerzy Czajkowski, Franciszek Midura, Henryk Olszański, Danuta Blin-Olbert, Andrzej Szczepkowski, Wojciech Sołtys, Halina Piasecka-Wilczyńska, Jadwiga Malinowska, Anna Fastnacht-Szczepaniak
31. (1993): Jerzy Czajkowski, Henryk Olszański, Wojciech Sołtys, Maciej Augustyn, Halina Piasecka-Wilczyńska
32. (1994): Maria Jolanta Marciniak, Wojciech Sołtys, Edward Zając, Hubert Ossadnik, Jerzy Czajkowski
33. (1996): Ryszard Królikowski, Henryk Olszański, Grażyna Czerwińska, Maciej Augustyn, Danuta Blin-Olbert, Halina Piasecka-Wilczyńska, Tadeusz Łopatkiewicz, Mieczysław Wieliczko
34. (1998): Jerzy Czajkowski, Roman Reinfuss, Maria Marciniak, Zdzisław Kupisiński, Danuta Blin-Olbert, Henryk Olszański, Halina Piasecka-Wilczyńska, Lesław Myczkowski, Janusz Konieczny, Hubert Ossadnik
35. (2001): Jarosław Giemza, Monika Branicka, Danuta Blin-Olbert, Maria J. Marciniak, Hubert Ossadnik, Andrzej Karczmarzewski, Adam Bartosz, Halina Piasecka-Wilczyńska, Henryk Olszański,
36. (2004): Halina Piasecka-Wilczyńska, Jerzy Tur, Jerzy Czajkowski, Zofia Szanter, Hubert Ossadnik, Renata Kinga Jara, Danuta Blin-Olbert, Maria Jolanta Marciniak, Maciej Augustyn, Mariusz Kaznowski, Robert Lipelt
37. (2008): Jerzy Ginalski, Hubert Ossadnik, Danuta Blin-Olbert, Maria Marciniak, Renata Kinga Jara, Andrzej Szczepkowski, Kinga Uliasz, Andrzej Bożydar Radwański, Maria Rożek, Marian Struś
Ponadto w komitecie redakcyjnym pisma zasiadł m.in. Feliks Kiryk.